# Roselle (New Jersey)
Pour les articles homonymes, voir Roselle (homonymie).
Roselle (en anglais [roʊˈzɛl]) est un borough situé dans le comté d'Union dans l'État de New Jersey, aux États-Unis. Sa population s’élevait à 21 085 habitants lors du recensement de 2010, estimée à 21 976 habitants en 2017.

## Histoire
Le 19 janvier 1883, le premier système d'éclairage électrique utilisant les câbles aériens a été mis en service à Roselle, construit par Thomas Edison pour démontrer que toute une communauté peut être éclairée à l'électricité. L'église presbytérienne située au coin de la West 5th Avenue et de Chestnut Street fut la première église au monde à être éclairée à l'électricité.

## Géographie
Le borough est bordé par Roselle Park vers le nord, Elizabeth à l'est, Linden au sud et à Cranford à l'ouest.
Selon le Bureau du recensement des États-Unis, le borough a une superficie totale de 2,7 km2.

## Culture
Diane Arbus y a photographié les jumelles de son célèbre cliché Identical Twins, Roselle, New Jersey, 1967.